# Graven van Manderscheid
Manderscheid is een adellijke familie met uitgebreide bezittingen in de Eifel en Luxemburg. De naam verwijst naar het stadje Manderscheid in het huidige Rijnland-Palts. Het is de graven niet gelukt een graafschap te vormen met zetel op de Rijksdag. De meeste bezittingen bleven onder het gezag van andere staten, zoals het hertogdom Luxemburg en het keurvorstendom Trier.
Schleiden verwierf die status pas nadat het in handen was gekomen van de familie van de Marck. Slechts de tak die in de graafschappen Blankenheim en Gerolstein heerste, was vertegenwoordigd in de Rijksdag en in de Nederrijns-Westfaalse Kreits.

## De heerlijkheid en de adellijke familie Manderscheid tot de deling van 1498

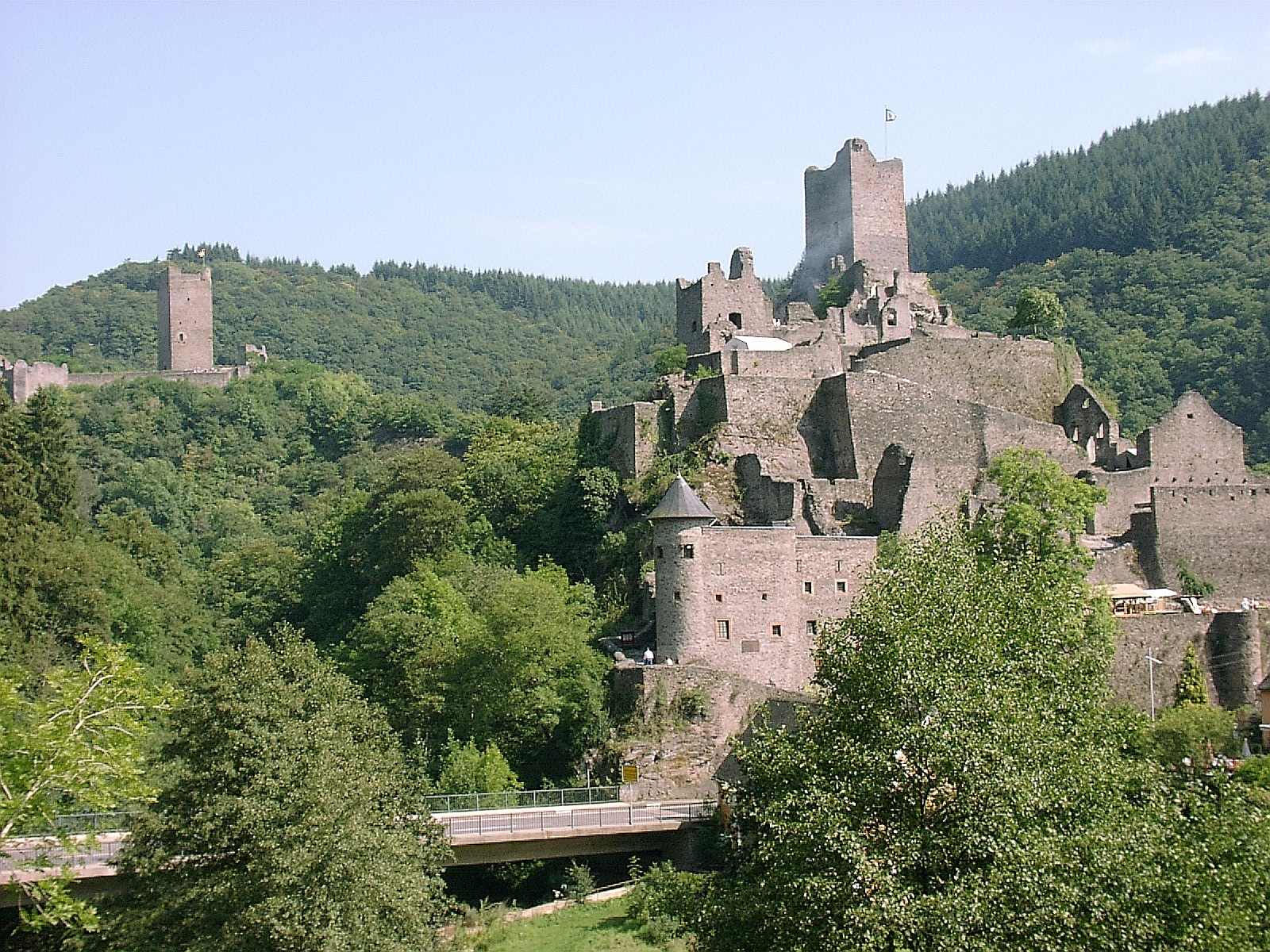
Burcht Manderscheid

Het middelpunt van de heerlijkheid en latere graafschap was de Niederburg (onderburcht) Manderscheid. De Oberburg (bovenburcht) en het dorp maakten sinds 1174 deel uit van het keurvorstendom Trier.
De oorspronkelijke heren van Manderscheid sterven in 1200 uit. Ze worden opgevolgd door de heren van Kerpen. Bij een deling omstreeks 1250 ontstaan er aparte linies te Kerpen (uitgestorven 1830) en Manderscheid (uitgestorven 1780).
De heren van Manderscheid weten hun bezittingen uit te breiden, waardoor ze de machtigste dynastie in de Eifel gaan vormen. Zo wordt in 1421 door het huwelijk met Irmgard van Daun-Daun de heerlijkheid Alten-Daun verworven en in 1445 door het huwelijk met Elizabeth van Schleiden de heerlijkheid Schleiden. In 1469 zullen uit de erfenis van Schleiden ook nog de heerlijkheden Blankenheim, Gerolstein, Junkerrath en Kronenburg verworven worden. In 1487 wordt de in het hertogdom Luxemburg gelegen heerlijkheid Neuerburg verworven. Inmiddels zijn de heren in 1457 verheven tot rijksgraaf.
In 1498 deelt het huis Manderscheid zich in drie takken:
1. Manderscheid-Schleiden (uitgestorven 1593) met Manderscheid, Kasselburg, Schleiden, Kronenberg en Neuerburg
2. Manderscheid-Blankenheim (uitgestorven 1780) met Gerolstein, Jünkerath en een aandeel in Mechernich.
3. Manderscheid-Kail (uitgestorven 1742) met Kail en Daun, het dorp Salm, en de voogdij Lüxem (de laatste gemeenschappelijk met het keurvorstendom Trier).

## Manderscheid-Schleiden (1498-1593)
Bij de deling van 1498 valt het graafschap Manderscheid aan de oudste tak. De graaf weet zijn bezit toch weer uit te breiden met nieuwe bezittingen. Zo verkrijgt hij in 1506 door huwelijk Kerpen (in Rijnland-Palts)in 1545 erft hij na het uitsterven het huis Virneburg-Neuenahr het graafschap Virneburg en de heerlijkheid Saffenberg. De heerlijkheid Sombreffe was al in 1543 verkocht aan Elisabeth van Culemborg.  Als in 1593 het huis met Dirk van Manderscheid-Kerpen uitsterft, breekt er een langdurige erfstrijd uit. Omdat Kerpen een Brabants leen is, komt deze heerlijkheid terug aan de regering te Brussel. De overige bezittingen worden verdeeld onder de dochters en de zuster van graaf Joachim (1540-1582). Vanuit de efenis van hun moeder komt daar Roussy nog bij.
De dochters zijn:
- Elisabeth Amalia (1569-1621), gehuwd met Christoph Lodewijk, graaf van Löwenstein-Wertheim (1568-1618) krijgt het graafschap Virneburg.
- Anna Amalia (1570-1603), gehuwd met Dirk II, graaf van Manderscheid-Kail(1563-1613) krijgt half Neuerburg,
- Magdalena (1574-1639), gehuwd met Steen, graaf van Löwenhaupt (1586-1645) krijgt Manderscheid
- Erica (1576-1616), gehuwd met Willem Georg, landgraaf van Leuchtenberg (1586-1634) krijgt Roussy.
- Anna Salome (1578-1648), gehuwd met Carel, graaf van Manderscheid-Gerolstein (1574-1649) krijgt Kronenberg.

De zuster is:
- Katharina (1560-1594), gehuwd met Philips van de Marck-Lumain (1548-1613) krijgt Schleiden, Neublankenheim, Saffenberg, Kerpen en Kasselburg. Op deze gebieden maakt ook de hertog van Arenberg aanspraak en hij weet de meeste in bezit te krijgen. De processen slepen zich tot na 1800 voort.

Manderscheid zelf komt dus binnen de familie Löwenhaupt, maar al in 1645 komt het graafschap terug binnen de familie, namelijk aan de tak Manderscheid-Kail.

### Regenten
| regering  | naam                            | geboren    | overleden  | familie |
| --------- | ------------------------------- | ---------- | ---------- | ------- |
| 1488-1489 | Kuno I                          | 1444       | 24-7-1489  |         |
| 1489-1491 | Kuno II                         | circa 1480 | 3-2-1501   | zoon    |
| 1491-1551 | Dirk IV                         | 14-8-1484  | 2-7-1551   | broer   |
| 1551-1560 | Dirk V                          | 30-3-1508  | 22-4-1560  | zoon    |
| 1560-1582 | Joachim                         | circa 1540 | 9-9-1582   | zoon    |
| 1582-1590 | Philips Dirk                    | 1-10-1571  | 26-10-1590 | zoon    |
| 1590-1639 | Magdalena                       | 21-5-1574  | 28-4-1639  | zuster  |
| 1639-1647 | Elizabeth Amalia van Löwenhaupt | 21-5-1607  | 13-7-1647  | dochter |

## Manderscheid-Kail (1498-1742)
De zetel van deze tak was de burcht Oberkail (Kreis Wittlich, Rheinland-Pfalz)
Evenals de oudere tak Manderscheid-Schleiden weet deze tak van de familie hun bezittingen via een slimme huwelijkspolitiek uit te breiden. De heerlijkheid Bettingen is een van de eersten. Van 1536 tot 1574 heeft de graaf samen met de heer van Borculo en de heer van Reifferscheid de heerlijkheid Dollendorf in handen. Daarna zijn zij er alleenheerser. Het uitsterven van de oudere tak Manderscheid-Schleiden in 1593 levert slechts weinig op, omdat de bezittingen onder de dochters van Joachim worden verdeeld. Omdat Dirk II met een van die dochters gehuwd is, levert het alleen de heerlijkheid Neuerburg op.
Het huwelijk van Philips Dirk met Elizabeth Amalia van Löwenhaupt, gravin van Manderscheid levert meer op: de heerlijkheden en graafschappen Daun (in 1667 verkocht aan het keurvorstendom Keulen), Falkenstein, Manderscheid en half Reipoltskirchen (in 1730 verkocht aan von Hillesheim).
De stamburcht bij het dorp Manderscheid (de Oberburg) wordt in 1673 door Franse troepen verwoest.
De status van de graven is niet duidelijk, veel van hun bezittingen vallen onder het hertogdom Luxemburg of de keurvorstendom Trier. In 1672 spreekt het Rijkskamergerecht uit dat de graven Reichsunmittelbar zijn. In 1742 doen de graven nog een poging om toegelaten te worden tot de Nederrijns-Westfaalse Kreits. In hetzelfde jaar sterft de tak uit. Omdat Maria Francisca Maximiliane, de dochter van de laatste graaf gehwud is met Jan Willem van Manderscheid-Blankenheim vallen de bezittingen aan die tak.

### Regenten
| regering  | naam                 | geboren    | overleden  | familie         |
| --------- | -------------------- | ---------- | ---------- | --------------- |
| 1488-1502 | Willem               | voor 1447  | 1502       |                 |
| 1502-1562 | Jakob                | 1481       | 26-4-1562  | zoon            |
| 1562-1577 | Dirk I               | 1531       | 1577       | zoon            |
| 1574-?    | Christoph            | 10-2-1529  | 20-8-1576  | broer           |
| 1577-1613 | Dirk II              | 1563       | 1613       | zoon van Dirk I |
| 1613-1653 | Philips Dirk         | 30-3-1596  | 25-5-1653  | zoon            |
| 1653-1654 | Otto Lodewijk        | circa 1635 | 30-10-1684 | zoon            |
| 1653-1686 | Herman Frans Karel   | circa 1640 | 30-4-1686  | broer           |
| 1686-1721 | Karel Frans Lodewijk | -4-1665    | 9-12-1721  | zoon            |
| 1721-1742 | Wolfgang Hendrik     | 29-6-1678  | 17-7-1742  | broer           |